# Lothar Heimberg
Lothar Heimberg (* 3. April 1948) ist ein deutscher Musiker und Komponist. Er gehört zu den frühen Mitgliedern der Scorpions.

## Leben
Lothar „Lollo“ Heimberg war von 1968 bis 1973 als Bassist Mitglied bei den Scorpions. Er spielte sein Instrument auf dem ersten Scorpions-Studioalbum Lonesome Crow. Es sollte für ihn bei den Scorpions aber lediglich bei dieser einzigen Langspielplatte bleiben, und so wurde er 1974 auf der Folgeplatte Fly to the Rainbow durch Francis Buchholz ersetzt. Zu sehen ist Heimberg unter anderem auf YouTube im offiziellen Scorpions-Video von I´m Going Mad aus dem Jahre 1972, ein Lied aus der LP Lonesome Crow.
Von 1978 bis 1982 spielte er den Bass bei der Gruppe Serene und vorher von 1974 bis 1976 bei Argus.

## Diskografie (Auswahl)

### Scorpions
- 1972 – Lonesome Crow
- 1984 – + Heavy

### Serene
- 1979 – Serene (1981 veröffentlicht)[5]